# Cornelis de Vos

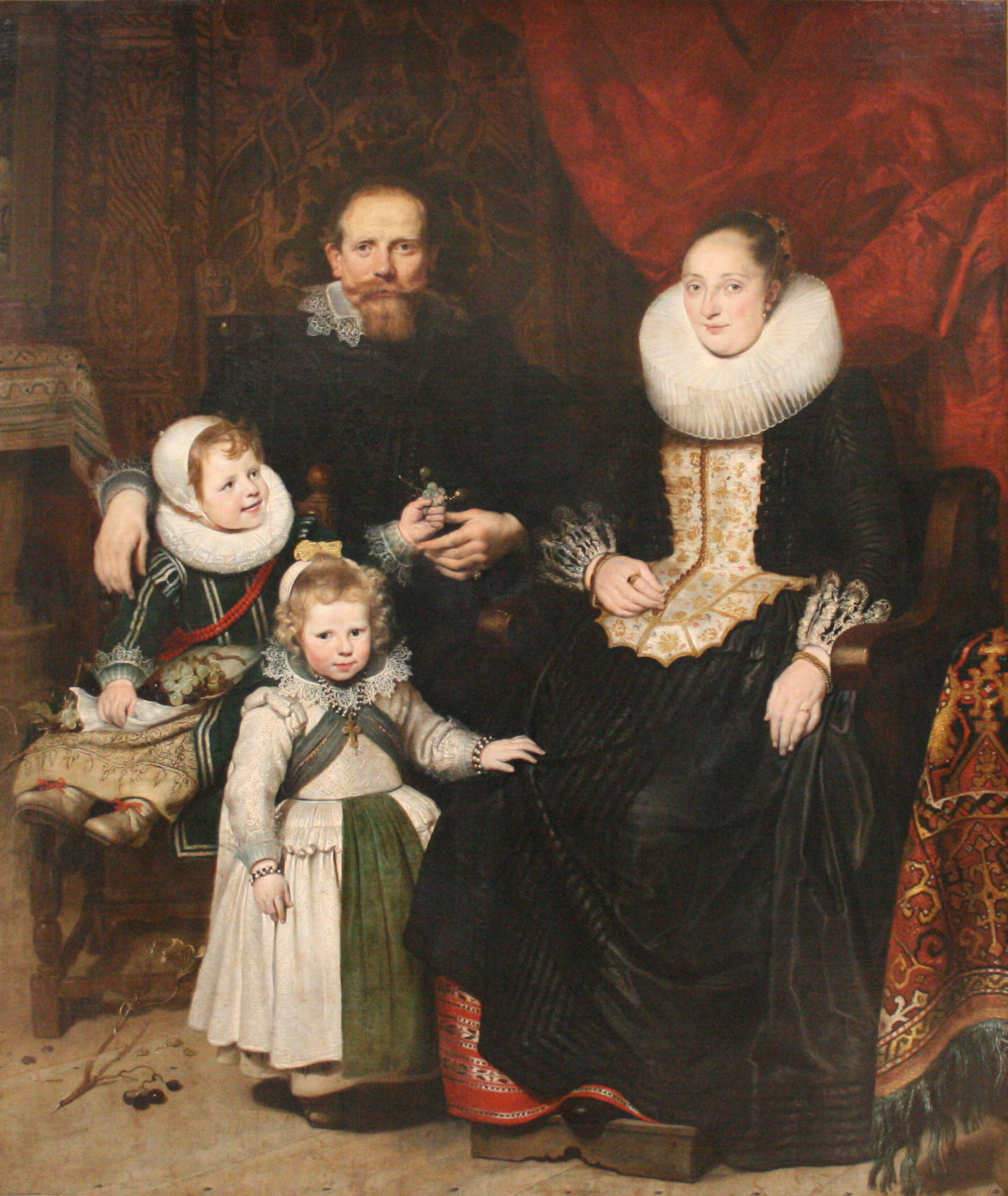
A festő önarcképe családjával

Cornelis de Vos (Hulst, 1584. – Antwerpen, 1651. május 9.) flamand festő.
Cornelis de Vos a szintén neves festő Paul de Vos bátyja volt. A hollandiai Hulstban született 1584-ben. Egy ideig műkereskedéssel foglalkozott. 1608-ban belépett az antwerpeni Szt. Lukács festői céhbe. Történelmi, mitológiai és bibliai témájú képeket festett Rubens és Van Dyck stílusában.
1636 és 1638 között Rubens-szel együtt dolgozott IV. Fülöp Madrid közeli vadászkastélyának, a Dorre de la Parada-nak a dekorációján.
Műveinek erőssége a színek mesteri használata és az érzésteli, kifejező arcok.

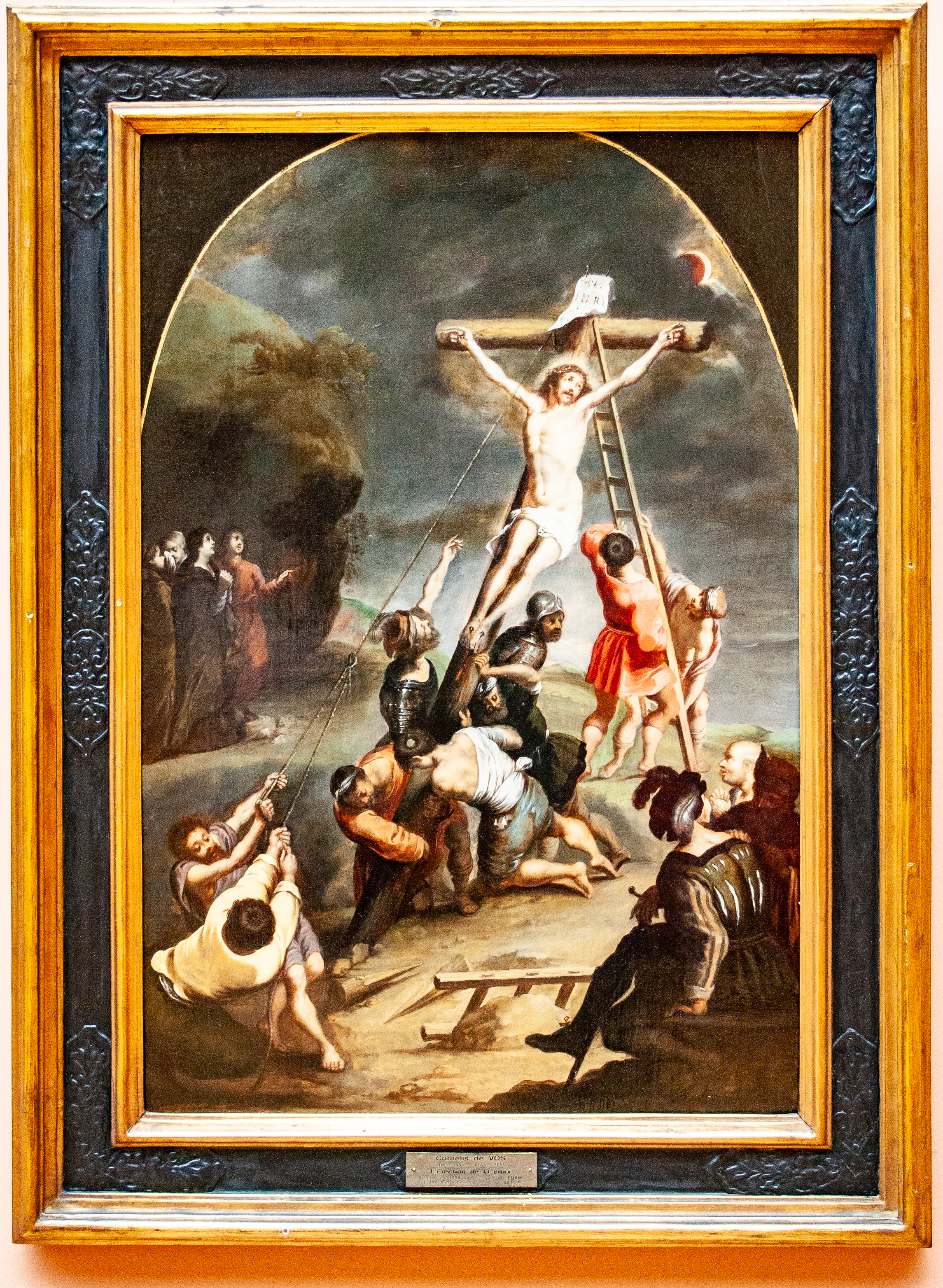
A kereszt felállítása (Musée des Beaux-Arts de Valenciennes)